# Vizela
Vizela este un oraș în Districtul Braga, Portugalia.